# Stenatemnus extensus
Stenatemnus extensus är en spindeldjursart som beskrevs av Beier 1951. Stenatemnus extensus ingår i släktet Stenatemnus och familjen Atemnidae. Inga underarter finns listade i Catalogue of Life.